# Diceratias bispinosus
 Diceratias bispinosus – gatunek ryby głębinowej z rodziny Diceratiidae. Występuje w Oceanie Indyjskim i Pacyfiku, na głębokościach 1000–1400 m p.p.m. Samice osiągają do 11,2 cm długości.